# Mauritskade 43

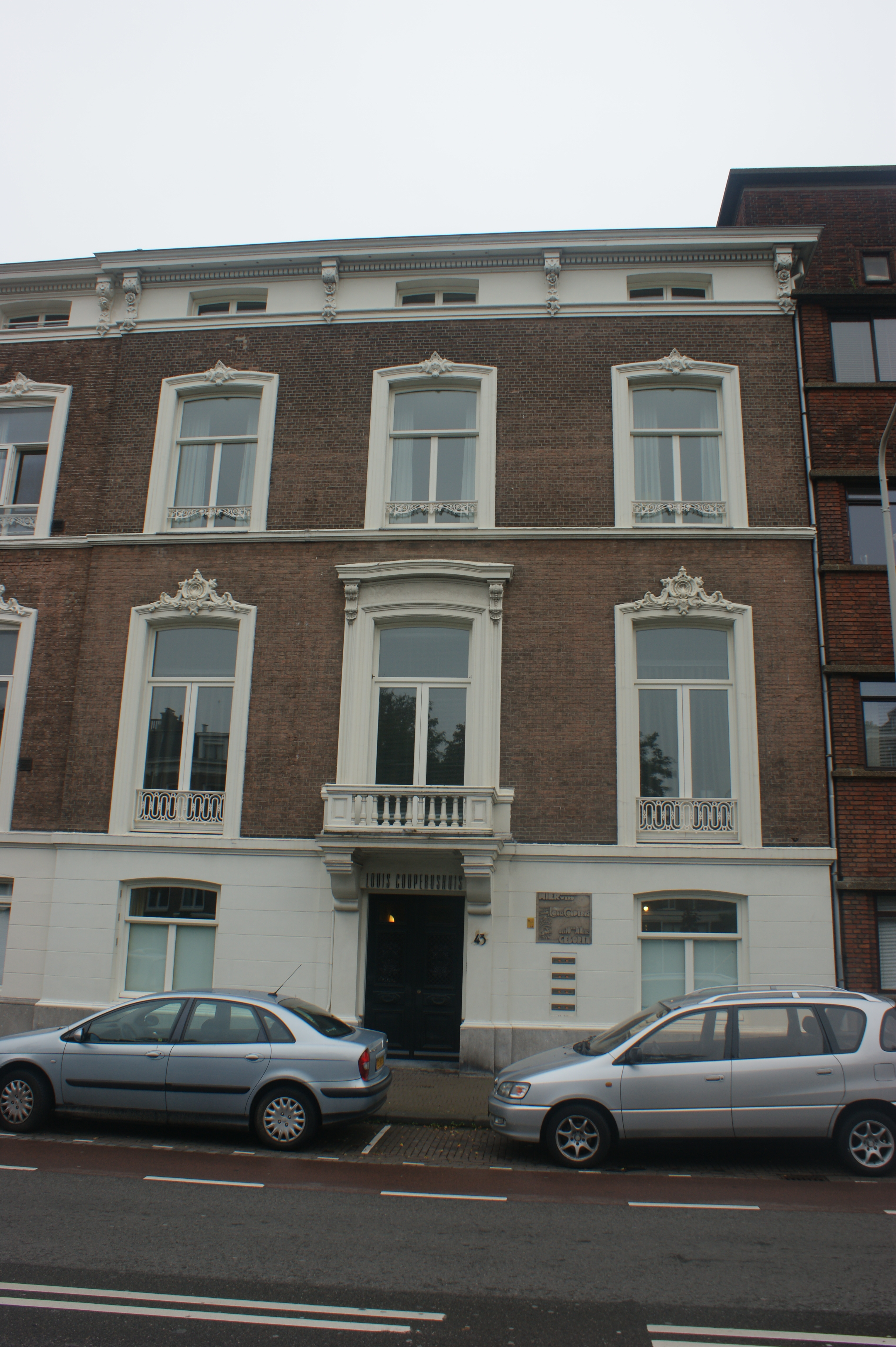
Herenhuis aan Mauritskade 43, Den Haag

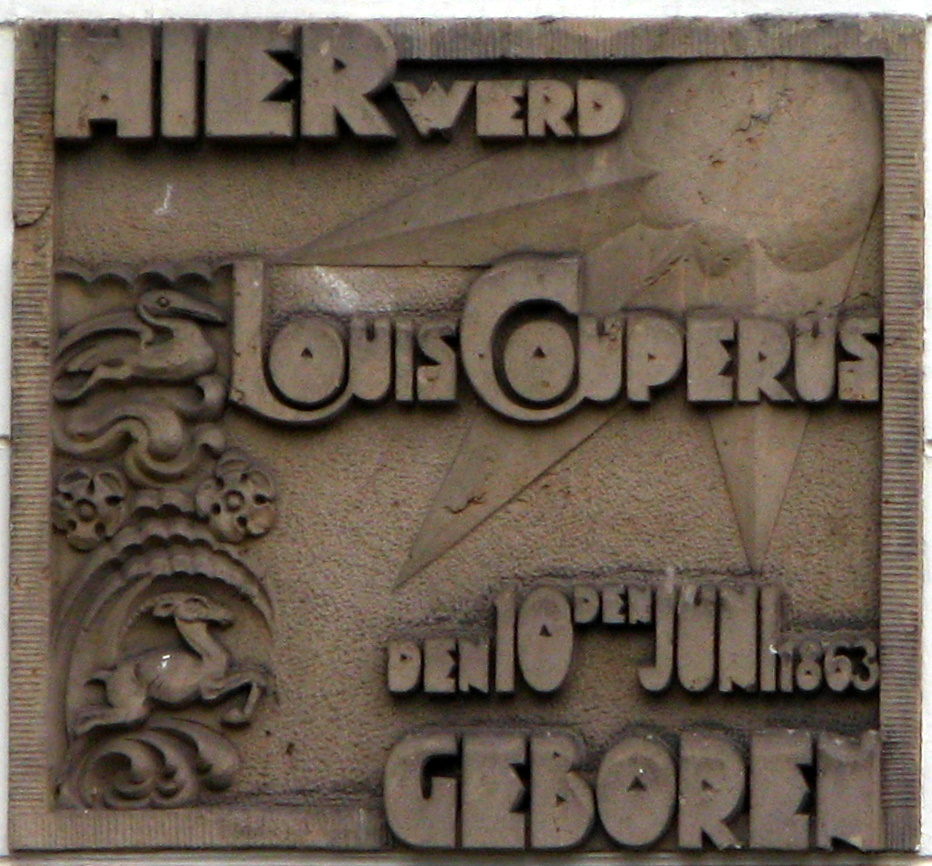
Steen op het geboortehuis van Couperus

Mauritskade 43 is een rijksmonument in Den Haag en het geboortehuis van de schrijver Louis Couperus.

## Geschiedenis
De eerste bewoners van het nieuw gebouwde herenhuis aan de Mauritskade 11 (nu: 43) waren de leden van het gezin van mr. John Ricus Couperus (1816-1902) en jkvr. Catharina Geertruida Reynst (1829-1893) die daar in 1862 introkken. In het pand werd op 10 juni 1863 de latere schrijver Louis Couperus (1863-1923) geboren. In 1871, na het overlijden van Couperus' grootvader Jan Cornelis Reijnst (1798-1871) werd het huis verkocht en trok het gezin in 1872 naar Nederlands-Indië.
Op 10 juni 1930 werd op initiatief van het (eerste) Louis Couperus Genootschap door burgemeester J.A.N. Patijn een gedenksteen onthuld, een ontwerp van kunstenaar Theo van Reijn.
Aan het eind van de 20e eeuw werd het pand na jarenlang gebruikt te zijn als kantoorpand gerenoveerd en gesplitst in vier (koop)appartementen.

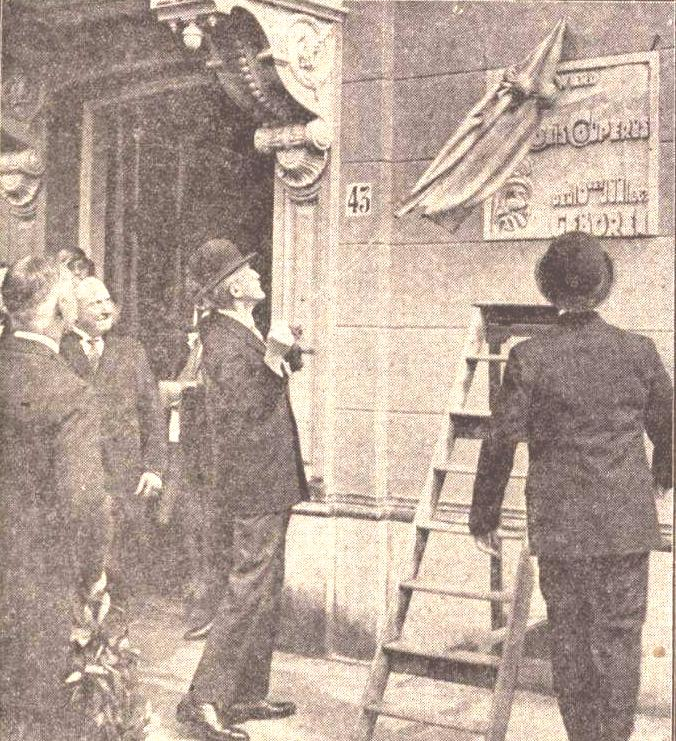
Patijn onthult een gedenksteen op het geboortehuis van Louis Couperus in 1930

### Louis Couperus
Couperus heeft over het huis geschreven in enkele feuilletons, zoals in 'Toen ik een kleine jongen was' en 'Een Hagenaar terug in Den Haag'. Daarin schrijft hij ook over de Oranjekazerne die in 1919 volledig afbrandde. Het plein waar vroeger de kazerne stond heet tegenwoordig Louis Couperusplein.

### Verkoopbrochure
Toen in de 20e eeuw het pand werd verbouwd en gesplitst in appartementen schreef de voorzitter van het (tweede) Louis Couperus Genootschap, José Buschman, een geschiedenis van het huis voor de verkoopbrochure: Het Couperushuis. Deze brochure verscheen in een zeer kleine oplage van 25 genummerde exemplaren.

## Beschrijving
Het huis maakt onderdeel uit van een aantal naast elkaar gebouwde huizen die alle in eclectische stijl gebouwd zijn: de nummers 43 tot en met 57. Aanvankelijk stond het huis aan een kant vrij maar het is nu ingesloten door een ernaast gebouwd pand. Naast de lage parterre, beletage en een verdieping heeft het een lage kapverdieping. Volgens het monumentenregister hebben de reeks huizen belang als ensemble, naast dat het pand nummer 43 van belang is als geboortehuis van Couperus.